# Apate approximate
Apate approximate is een keversoort uit de familie boorkevers (Bostrichidae). De wetenschappelijke naam van de soort is voor het eerst geldig gepubliceerd in 1833 door Dupont in Dejean.